# Universidad de Chile
För fotbollsklubben, se Club Universidad de Chile.
Universidad de Chile är Chiles äldsta universitet, beläget i huvudstaden Santiago.
Det grundades av staten den 17 september 1843 och ersatte därmed Universidad de San Felipe (grundat 1647).
Viktiga chilenska personligheter har studerat vid Universidad de Chile, som exempelvis Gabriela Mistral, Pablo Neruda och 17 chilenska presidenter.